# Liste der Mitglieder des Mitteleuropäischen Wirtschaftstages
Die Liste der Mitglieder des Mitteleuropäischen Wirtschaftstages umfasst die Mitglieder des Mitteleuropäischen Wirtschaftstages zum Stand Frühjahr 1942.

## Vorstand
- Tilo von Wilmowsky (Präsident und Vorsitzer des Kuratoriums und des Vorstandes)

- Max Ilgner (Vizepräsident und stellv. Vorsitzer des Kuratoriums und des Vorstandes, Vorstandsmitglied der I. G. Farben)

- Präsident Tilgner (Ehrenmitglied)

- Ulrich von Hassell (Botschafter z. V.)

- Georg Emil Jacob (Hauptgeschäftsführer der Fachuntergruppe Zigarettenindustrie)

- Richard Riedl (Wirklicher Geheimer Rat a. o. Gesandter und Minister a. D.)

- Bernhard Dietrich (Hauptgeschäftsführer)

- Kurt Knoll (Rektor der Hochschule für Welthandel in Wien)

## Kuratorium
- Hermann Josef Abs (Vorstandsmitglied der Deutschen Bank)

- Wilhelm Bötzkes (Vorstandsvorsitzender der Deutschen Industriebank)

- Rudolf Freiherr von Brandenstein (Präsident der Deutsch-Bulgarischen Handelskammer)

- Otto Braun (Transdanubia G. m. b. H.)

- Hermann Bücher (Generaldirektor der AEG)

- Hans Croon (Leiter der Wirtschaftsgruppe Textilindustrie)

- August Diehn (Generaldirektor Deutsches Kalisyndikat)

- Hans Fischböck (Staatssekretär)

- Otto Christian Fischer (Mitinhaber des Bankhauses Merck, Finck & Co., Leiter der Reichsgruppe Banken)

- Fritz Gajewski (Vorstandsmitglied der I. G. Farben)

- Carl Goetz (Aufsichtsratsvorsitzender der Dresdner Bank)

- Karl Haniel (Haniel & Lueg G.m.b.H.)

- Ulrich von Hassell (Botschafter z. V.)

- Georg Emil Jacob (Hauptgeschäftsführer der Fachuntergruppe Zigarettenindustrie)

- Adolf Friedrich Herzog zu Mecklenburg (Präsident des Deutschen Auslands-Clubs)

- Carl Müller (Vorstandsmitglied der Rütgerswerke A.G., Präsident der Deutschen Handelskammer für Jugoslawien)

- Paul Müller (Generaldirektor Dynamit A. G.)

- Philipp Fürchtegott Reemtsma

- Philipp von Schoeller (Schoeller-Bleckmann Stahlwerke)

- Wilhelm Zangen (Generaldirektor, Leiter der Reichsgruppe Industrie)

## Beirat
- Fritz Betzhold (Oberregierungsbaurat, i. Fa. Otto Wolff)

- Martin Blank (i. Fa. Gutehoffnungshütte)

- Karl Blessing (Vorstandsmitglied der Kontinentale Öl)

- Erwin Daub (Vorstandsvorsitzender der Gebr. Böhler & Co. AG)

- Hermann Dilg (Generaldirektor Ersten Donau-Dampfschiffahrts-Gesellschaft)

- Hermann Bernhard Fellinger (Geheimer Regierungsrat, Vorsitzer des Vorstandes der Didier-Werke A.G.)

- Otto Fitzner (Leiter der Wirtschaftskammer Schlesien)

- Werner Kuhne (Ständiger Vertreter,  Ministerialrat a. D., Hauptgeschäftsführer der Wirtschaftskammer Schlesien)

- Friedrich Arthur Freundt (Geschäftsführer des Bankhauses Hardy & Co.)

- Rudolf Gabriel (Vorstandsmitglied des Deutschen Kalisyndikats)

- Theophil Gautier (Generalleutnant, Rüstungsinspekteur des Wehrkreises XVII)

- Herbert Göring (Vereinigte Stahlwerke)

- Hermann Groß (Universitätsdozent, Leiter der Volkswirtschaftlichen Abteilung der I.G. Farben, Zweigstelle Wien)

- Ernst Hanauer (Stellvertretendes Vorstandsmitglied der AEG)

- Jacob Herle (Sprengstoff-Verkaufs-Gesellschaft)

- Robert Holthöfer

- Otto Kämper (Aufsichtsratsvorsitzender der Deutschen Bau- und Bodenbank)

- Werner Kieschke (Vorstandsvorsitzender der Mitropa)

- Franz Kirchfeld (Vorsitzer des Vorstandes der Ferrostaal A. G., Vorstandsmitglied der Gutehoffnungshütte)

- Kurt Knoll (Rektor der Hochschule für Welthandel in Wien)

- Gustav Wilhelm Köcke (Vorstandsmitglied der Mannesmannröhren-Werke)

- Kurt Krüger (I.G. Farben)

- Hans Malzacher (Generaldirektor der Berg-und Hüttenwerksgesellschaft)

- O. F. Mediger (Direktor Stahlunion-Export G.m.b.H.)

- Heinrich Oster (Vorstandsmitglied der I. G. Farben und der Stickstoff-Syndikat GmbH.)

- Rudolf Pfeiffer (Vorstandsmitglied der Creditanstalt-Bankverein, Landesobmann-Stellvertreter der Reichsgruppe Banken, Vertrauensmann der Wirtschaftsgruppe Private Aktienbanken für die Ostmark)

- Hans Pilder (Vorstandsmitglied der Dresdner Bank)

- Georg Nikolaus Reinhart (Vorstandsmitglied der Siemens-Schuckertwerke)

- Anton Reithinger (Leiter der Volkswirtschaftlichen Abteilung der I.G. Farbenindustrie AG)

- Franz Reuter (Verleger des Deutschen Volkswirt und der Textil-Zeitung)

- Lorenz Rhomberg (Leiter der Fachgruppe Baumwollweberei für das Großdeutsche Reich)

- Karl Rueff (Min.-Rat a. D., Generaldirektor und Vorstandsvorsitzender der Austria Tabakwerke A.G., vorm. Österreichische Tabakregie)

- Martin Sogemeier (Bergbauverein)

- Wilhelm Steinberg (Hauptgeschäftsführer der Bezirksgruppe Nordwest der Wirtschaftsgruppe Eisen schaffende Industrie)

- Otto Steinbrinck (Vereinigte Stahlwerke)

- Hellmut Toepffer (Unterstaatssekretär a. D., Staatsrat, Vorsitzer des Aufsichtsrates der Stettiner Ölwerke AG)

- Ludwig von Winterfeld (Vorstandsmitglied der Siemens & Halske A.G. u. Siemens-Schuckertwerke A.G.)

- Emil Woermann (Vorsitzender, Direktor des Instituts für landwirtschaftliche Betriebslehre an der Martin-Luther-Universität Halle-Wittenberg)

- Hans Zobel (Mitglied der Geschäftsführung der Reichsgruppe Industrie)

- Friedrich Karl von Zitzewitz-Muttrin (Vorstandsmitglied der Landw. Haupttreuhandstelle des deutschen Ostens GmbH)

## Landwirtschaftlicher Beirat
- Emil Woermann (Vorsitzender, Direktor des Institus für landwirtschaftliche Betriebslehre an der Martin-Luther-Universität Halle-Wittenberg)

- Hans Ahlgrimm (Direktor Stickstoff-Syndikat GmbH)

- Otto Braun (Direktor Transdanubia GmbH)

- Hans Croon (i. Fa. G.H. u. J. Croon, Leiter der Wirtschaftsgruppe Textilindustrie)

- Carl Heinrich Dencker (Professor Direktor des Landmaschinen-Institutes der Friedrich-Wilhelm-Universität)

- Rudolf Eberhardt (i. Fa. Gebr. Eberhardt)

- J. Georg Fahr (Generaldirektor Maschinenfabrik Fahr A.G., Leiter der Fachgruppe Landmaschinenbau)

- Rudolf Gabriel (Vorstandsmitglied des Deutschen Kalisyndikats)

- Eduard Max Hofweber (Direktor und Vorstandsmitglied der Heinrich Lanz Aktiengesellschaft)

- Heinrich Jakopp (Direktor Klöckner-Humboldt-Deutz A.G.)

- Otto Kämper (Aufsichtsratsvorsitzender der Deutschen Bau- und Bodenbank)

- E. Korte (Direktor Hanomag)

- Ludwig Löhr (Professor Hochschule für Bodenkultur)

- Th. Roemer (Professor Institut für Pflanzenbau und Pflanzenzüchtung der Universität Halle)

- Wilhelm Roloff (Vorstandsmitglied der Nordsee Deutsche Hochseefischerei Aktiengesellschaft Wesermünde-G.)

- Otto Sack (Direktor Rud. Sack, Leiter der Wirtschaftsgruppe Maschinenbau)

- Karl Schmitz-Scholl (i. Fa. Wilhelm Schmitz-Scholl-Tengelmann, Mülheim-Ruhr)

- Kurd Wenkel (Königl. Bulg. Generalkonsul, Mitglied der Geschäftsleitung der Fa. H. F. & Ph F. Reemtsma, Hamburg)

## Industrie-Beirat
- Max Ilgner (Vorsitzender, Vorstandsmitglied der I. G. Farben)

- Hermann Rhomberg (Stellv. Vorsitzender, Kommerzialrat, Franz M. Rhomberg A.G.)

- Karl Blessing (Vorstandsmitglied der Kontinentale Öl)

- Carl von Campe (Gesandschaftsrat z. D., Reichsgruppe Industrie (Leiter der Abteilung Außenhandel))

- Hans Croon (i. Fa. G. H. u. J. Croon, Leiter der Wirtschaftsgruppe Textilindustrie)

- Hermann Bernhard Fellinger (Geheimer Regierungsrat, Vorstandsvorsitzender der Didier-Werke A.G.)

- Otto Fitzner (Leiter der Wirtschaftskammer Schlesien)

- Werner Kuhne (Ständiger Vertreter, Ministerialrat a. D., Hauptgeschäftsführer der Wirtschaftskammer Schlesien)

- Herbert Göring (Vereinigte Stahlwerke)

- Ernst Hanauer (Stellvertretendes Vorstandsmitglied der AEG)

- Franz Haßlacher (Kommerzialrat, Creditanstalt-Bankverein)

- Hans Malzacher (Generaldirektor der Berg-und Hüttenwerksgesellschaft)

- O. F. Mediger (Direktor Stahlunion-Export G.m.b.H.)

- Georg Nikolaus Reinhart (Vorstandsmitglied der Siemens-Schuckertwerke)

- Werner Schicht (Vorstandsvorsitzender der Österreichische Georg Schicht A.G.)

- Philipp von Schoeller (Schoeller-Bleckmann Stahlwerke)

- Hans Zobel, Reichsgruppe Industrie

## Bankenbeirat
- Otto Christian Fischer (Vorsitzender, Mitinhaber des Bankhauses Merck, Finck & Co., Leiter der Reichsgruppe Banken)

- Rudolf Pfeiffer (Stellv. Vorsitzer, Vorstandsmitglied der Creditanstalt-Bankverein, Landesobmann-Stellvertreter der Reichsgruppe Banken, Vertrauensmann der Wirtschaftsgruppe Private Aktienbanken für die Ostmark)

- Eugen Bandel (Vorstandsmitglied der Commerz-Bank A.G.)

- Wilhelm Bötzkes (Vorstandsvorsitzender der Deutschen Industriebank)

- Eduard von Eichborn

- Friedrich Arthur Freundt (Geschäftsführer des Bankhauses Hardy & Co. G.m.b.H.)

- Otto Kämper (Aufsichtsratsvorsitzender der Deutschen Bau- und Bodenbank)

- Eduard von Nicolai (Vorstandsmitglied des Bankhauses Merck, Finck & Co)

- Karl Pfeiffer (Direktor Deutsche Länderbank A.G.)

- Hans Pilder (Vorstandsmitglied der Dresdner Bank)

- August Rohdewald (Direktor Reichs-Kredit-Gesellschaft)

- Philipp von Schoeller (Schoeller-Bleckmann Stahlwerke)

- Kurt Weigelt (Direktor der Deutschen Bank)

- Hans Weltzien (Staatsfinanzrat a. D., Berliner Handels-Gesellschaft)

- Leonhard Wolzt (Vorstand der Länderbank Wien, Aktiengesellschaft)

## Volkswirtschaftlicher Ausschuss
- Kurt Knoll (Vorsitzender, Rektor der Hochschule für Welthandel in Wien)

- Anton Reithinger (Stellvertr. u. Geschäftsführender Vorsitzender, Leiter der Volkswirtschaftlichen Abteilung der IG Farben)

- Robert Arzet (Leiter der Volkswirtschaftlichen Abteilung der Berliner Handelsgesellschaft)

- Bernhard Benning (Direktor Volkswirtschaftliche Abteilung der Reichskredit-Gesellschaft A.G.)

- Fritz vom Bruck (Direktor der Geschäftsstelle Berlin der Hoesch A.G.)

- Peter von Buxhoeveden (Prokurist der Wirtschaftspolitischen Abteilung der Siemens & Halske A.G. und der Siemens-Schuckertwerke)

- Karl Casper (Institut für Weltwirtschaft an der Universität Kiel)

- Alfred Dederer (Metallgesellschaft A.G.)

- Otto Donner (Oberregierungsrat beim Beauftragten für den Vierjahresplan, Leiter der Forschungsstelle für Wehrwirtschaft)

- Leo Drescher (Deutsches Institut für Bankwissenschaft und Bankwesen e. V.)

- Josef Feilen (Direktor im Institut für Konjunkturforschung)

- Caesar von Hofacker (Vereinigte Stahlwerke)

- Kurt Hunscha (Leiter der Volkswirtschaftlichen Abteilung der Dresdner Bank)

- Paul Krebs (Direktor der Wirtschaftspolitischen Abteilung der AEG)

- Ernst-Georg Lange (Prokurist und Leiter der Statistischen Abteilung der Wolle und Tierhaare Aktiengesellschaft (Wotirag))

- Hans Joachim Platzer (I.G. Farben)

- Rudolf Regul (Bergbauverein)

- Karl Scherer (Gutehoffnungshütte)

- Ernst-Wilhelm Schmidt (Leiter der Volkswirtschaftlichen Abteilung der Deutschen Bank)

- Max von Zabern (Leiter der Volkswirtschaftlichen Abteilung der Commerzbank)